# Motor War Car

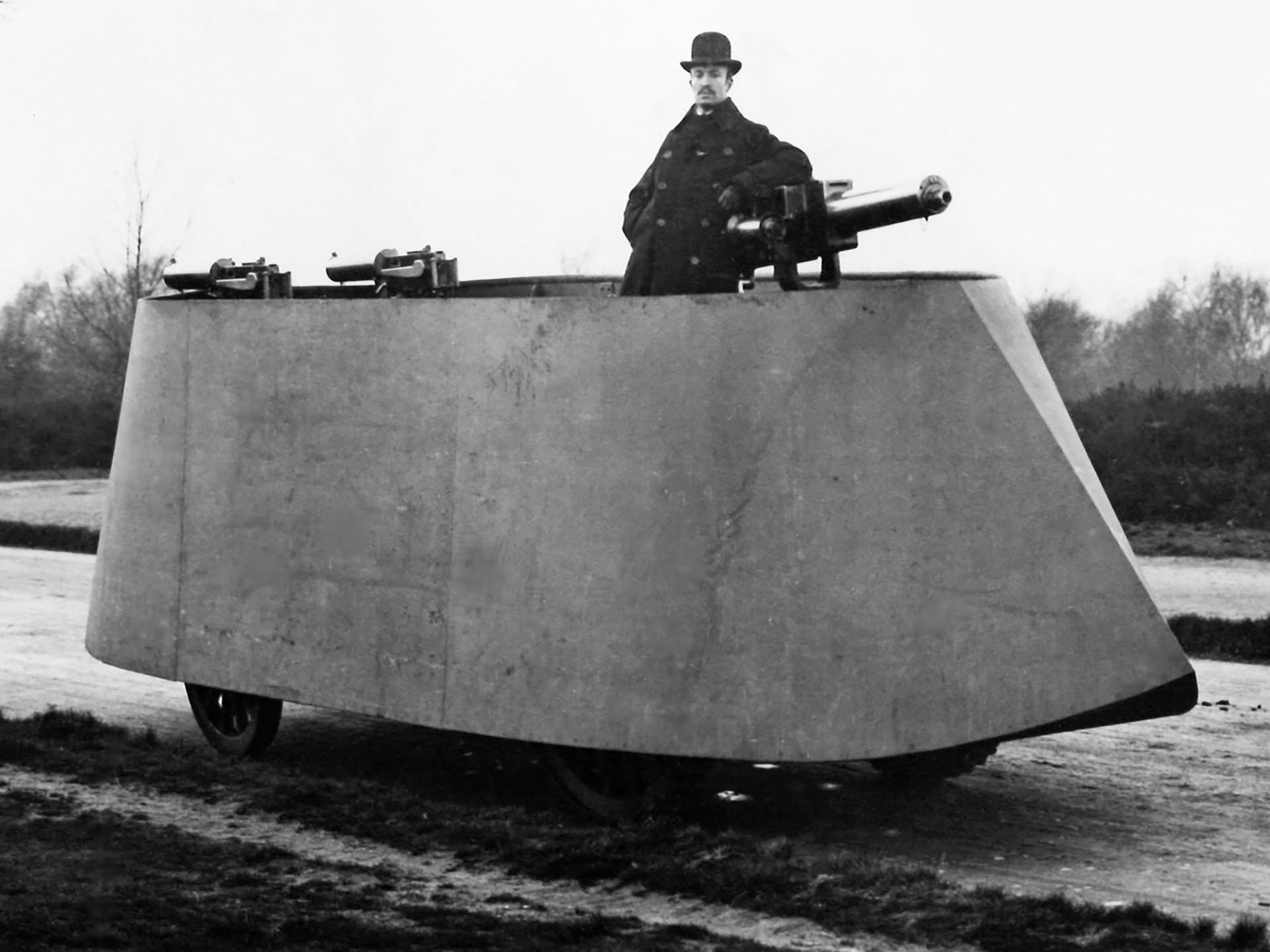
Motor War Car. 1902

Motor War Car — бронеавтомобиль был первым в мире прототипом броневика с экипажем, который составлял 4 человека. По проекту Фредерика Ричарда Симмса его построили в апреле 1902 на заводе Vickers Son & Maxim. К этому Симмс построил первый в мире вооруженное транспортное средство с двигателем внутреннего сгорания Motor Scout.
На броневик Motor War Car установили мотор Daimler мощностью 16 л. с. с приводом на задние колеса, 6 мм броневые листы компании Vickers Limited высотой 45 см. Он развивал скорость 14 км/ч. Пневматические резиновые автомобильные шины покрывала металлическая сетка. Водитель управлял броневиком с помощью системы зеркал, дававших ограниченную панораму поверхности дороги. Вооружение состояло из пулеметов Vickers (некоторые исследователи приводят 37-мм (однофунтовую) пушку). Их планировали размещать в двух вращающихся башнях спереди и сзади броневика, устанавливать сзади два пулемета со щитами и один спереди. Единственный экземпляр броневика выставили в апреле 1902 на выставке в Хрустальном дворце Лондона.